# Pierre Mauroy
Pierre Mauroy (Cartignies, 5 de julho de 1928 — Clamart, 7 de junho de 2013) foi um político socialista francês que foi primeiro-ministro da França de 1981 a 1984 no governo do presidente François Mitterrand. Mauroy também serviu como prefeito de Lille de 1973 a 2001. Na época de sua morte, Mauroy era o prefeito emérito da cidade de Lille. Ele morreu de complicações de câncer de pulmão em 7 de junho de 2013, aos 84 anos. Ele é o homônimo do novo estádio de Lille, Stade Pierre-Mauroy.

## Carreira
Como primeiro-ministro, o governo de Mauroy implementou uma série de reformas sociais durante seu mandato. Entre elas, a redução da jornada legal de trabalho, a redução da idade de aposentadoria, o aumento dos benefícios previdenciários e a ampliação do direito a férias remuneradas. O governo aumentou o investimento industrial estatal, forneceu crédito à indústria privada, criou novos empregos no serviço público e lançou uma campanha de construção de casas. Também reduziu a carga de impostos diretos sobre os grupos de renda mais baixa, aumentou o salário mínimo e o seguro-desemprego e ampliou a cobertura de assistência médica. O governo Mauroy também introduziu medidas para promover aposentadoria voluntária, aposentadoria antecipada e melhorar as condições socioeconômicas em bairros de baixa renda. Rígidos estatutos de imigração foram revertidos, novos direitos foram introduzidos para cônjuges auxiliares e uma Lei de Igualdade Profissional antidiscriminatória foi promulgada. O governo também aprovou leis descentralizadoras que transferiram responsabilidades de planejamento urbano e econômico para municípios e regiões. Essas políticas melhoraram significativamente os padrões de vida dos menos favorecidos da sociedade francesa, reduzindo a pobreza durante o mandato de Mauroy.
No início da década de 1980, o governo Mauroy introduziu várias portarias e leis destinadas a promover a igualdade de gênero, melhorar as condições de trabalho e aumentar o acesso à educação. Entre elas, a limitação da duração dos contratos e cessões a termo, a abertura de postos de trabalho na função pública às mulheres, a abolição das leis fiscais que favoreciam o chefe de família e a concessão de ajudas especiais aos agricultores. O governo também aumentou o financiamento para a educação e criou novos cargos docentes, particularmente no ensino técnico, e estabeleceu Zonas Prioritárias Educacionais para lidar com o fracasso acadêmico em áreas deprimidas. Também foram introduzidas reformas para tornar o ingresso na Escola Nacional de Administração mais acessível a uma gama mais ampla da sociedade francesa, incluindo o aumento do limite de idade e a redução da vantagem dos candidatos de classe alta.
As Leis Auroux de 1982 melhoraram os direitos dos sindicatos e dos trabalhadores em França, incluindo a negociação coletiva, a representação, a informação, a saúde e a segurança e a proteção contra o despedimento sem justa causa. As leis exigiam compensação por horas extras e aumento de folgas remuneradas para atividades sindicais. Também estabeleceram negociações coletivas obrigatórias e reforçaram as regras de saúde e segurança. No entanto, o Comité de Empresas continuou a ser um órgão consultivo com uma influência limitada na política económica, e as empresas de menor dimensão não eram obrigadas a fornecer informações económicas ao seu comité. O governo também introduziu medidas para proporcionar maior segurança no emprego para os trabalhadores a tempo parcial e a termo, garantir benefícios iguais para as mulheres na função pública e incentivar a formação de associações de imigrantes. Novas políticas removeram os requisitos linguísticos para imigrantes em instituições de funcionários e permitiram que trabalhadores estrangeiros participassem de conselhos de relações industriais. Um programa para ajudar o repatriamento de cidadãos argelinos também foi substituído por uma escolha entre treinamento profissional, assistência empresarial e uma bolsa de repatriação.
O governo Mauroy na França aprovou várias leis que reduziram os poderes do prefeito, aumentaram os poderes do governo local e criaram conselhos regionais eleitos. Eles também aboliram o tribunal de segurança e introduziram medidas para controlar o assédio policial. O governo estendeu a assistência jurídica e aprovou legislação que combatia a discriminação contra homossexuais. Reformaram o ensino superior, tornaram a ENA mais acessível e implementaram uma nova política de saúde que aboliu os leitos privados nos hospitais. Além disso, o Governo Mauroy promoveu as artes, a cultura e a educação, triplicando a ajuda estatal às artes, quadruplicando as despesas com bibliotecas públicas e fornecendo ajuda a museus de arte provinciais e arquivos locais. Eles também aumentaram o financiamento para bibliotecas provinciais, o que resultou em mais pessoas obtendo acesso a grandes recursos de biblioteca de empréstimo. As províncias adquiriram novos teatros, centros artísticos, salas de música, companhias de balé e equipamentos de cultura popular. Globalmente, o Governo aumentou significativamente as despesas com a cultura de 0,45% do orçamento nacional para 0,84% em 1984.
As reformas da segurança social em França durante a década de 1980 levaram ao aumento dos rendimentos dos pobres, com um aumento de 25% do salário-mínimo e melhores subsídios para deficientes e cuidados infantis. O direito de requerer o seguro de doença foi devolvido aos trabalhadores desempregados e os custos de honorários dentários, aparelhos auditivos e óculos foram reembolsados. O benefício mínimo de aposentadoria para idosos pobres foi aumentado em 62%. O programa SAFER foi alargado para ajudar os jovens agricultores e foram introduzidas várias medidas para aumentar os rendimentos dos agricultores. As trabalhadoras independentes receberam um subsídio de maternidade de montante fixo e o subsídio de desemprego foi alargado para incluir as trabalhadoras que se tinham demitido dos seus empregos. No entanto, a estratégia econômica reflacionária não conseguiu melhorar a economia francesa no longo prazo, com aumentos no nível de inflação e déficits comerciais e orçamentários. O número de desempregados ultrapassou os 2 milhões, e foram tomadas medidas de austeridade, incluindo a redução da duração do subsídio de desemprego e o reforço da elegibilidade, a redução das garantias de pensões integrais para os reformados precoces, a introdução de encargos hospitalares e a redução dos reembolsos médicos. O objetivo dos socialistas durante o período de austeridade era salvaguardar a posição dos beneficiários e dar especial atenção aos mais pobres. Embora tenham sido impostos custos adicionais, foram feitos esforços para conter os custos familiares, salvaguardando simultaneamente os grupos prioritários. Não conseguindo restringir o financiamento das escolas privadas através da Lei Savary, demitiu-se em 1984.

## Primeiro Governo de Mauroy, 21 de maio de 1981 – 23 de junho de 1981
- Pierre Mauroy – Primeiro-Ministro
- Claude Cheysson – Ministro das Relações Exteriores
- Charles Hernu – Ministro da Defesa
- Gaston Defferre – Ministro do Interior e da Descentralização
- Jacques Delors – Ministro da Economia
- Pierre Joxe – Ministro da Indústria
- Jean Auroux – Ministro do Trabalho
- Maurice Faure – Ministro da Justiça
- Alain Savary – Ministro da Educação Nacional
- Jean Laurain – Ministro dos Veteranos
- Jack Lang – Ministro da Cultura
- Édith Cresson – Ministra da Agricultura
- Michel Crépeau – Ministro do Meio Ambiente
- André Henry – Ministro do Tempo Livre
- Louis Mermaz – Ministro dos Transportes e Equipamentos
- Edmond Hervé – Ministro da Saúde
- Roger Quilliot – Ministro da Habitação
- Georges Fillioud – Ministro da Comunicação
- Louis Mexandeau – Ministro dos Correios
- Michel Rocard – Ministro do Planejamento e Planejamento Regional
- André Delelis – Ministro do Comércio e do Artesanato
- Michel Jobert – Ministro do Comércio Exterior
- Jean-Pierre Chevènement – Ministro da Investigação e Tecnologia
- Nicole Questiaux – Ministra da Solidariedade Nacional
- Louis Le Pensec – Ministro do Mar

## Segundo Governo de Mauroy, 23 de junho de 1981 – 22 de março de 1983
- Pierre Mauroy – Primeiro-Ministro
- Claude Cheysson – Ministro das Relações Exteriores
- Charles Hernu – Ministro da Defesa
- Gaston Defferre – Ministro do Interior e da Descentralização
- Jacques Delors – Ministro da Economia
- Catherine Lalumière – Ministra do Consumo
- Pierre Dreyfus – Ministro da Indústria
- Jean Auroux – Ministro do Trabalho
- Marcel Rigout – Ministro da Formação Profissional
- Robert Badinter – Ministro da Justiça
- Alain Savary – Ministro da Educação Nacional
- Jean Laurain – Ministro dos Veteranos
- Jack Lang – Ministro da Cultura
- Édith Cresson – Ministra da Agricultura
- Michel Crépeau – Ministro do Meio Ambiente
- André Henry – Ministro do Tempo Livre
- Charles Fiterman – Ministro dos Transportes
- Jack Ralite – Ministro da Saúde
- Roger Quilliot – Ministro do Urbanismo e Habitação
- Georges Fillioud – Ministro da Comunicação
- Louis Mexandeau – Ministro dos Correios
- Michel Rocard – Ministro do Planejamento e Planejamento Regional
- André Delelis – Ministro do Comércio e do Artesanato
- Michel Jobert – Ministro do Comércio Exterior
- Jean-Pierre Chevènement – Ministro da Investigação e Tecnologia
- Nicole Questiaux – Ministra da Solidariedade Nacional
- Louis Le Pensec – Ministro do Mar

Alterações
- 29 de junho de 1982 – Jean-Pierre Chevènement sucede a Dreyfus como Ministro da Indústria. Pierre Bérégovoy sucede a Questiaux como Ministro da Solidariedade Nacional, tornando-se também Ministro dos Assuntos Sociais.

## Terceiro Governo de Mauroy, 22 de março de 1983 – 17 de julho de 1984
- Pierre Mauroy – Primeiro-Ministro
- Claude Cheysson – Ministro das Relações Exteriores
- Charles Hernu – Ministro da Defesa
- Gaston Defferre – Ministro do Interior e da Descentralização
- Jacques Delors – Ministro da Economia, Finanças e Orçamento
- Laurent Fabius – Ministro da Indústria e Pesquisa
- Marcel Rigout – Ministro da Formação Profissional
- Robert Badinter – Ministro da Justiça
- Alain Savary – Ministro da Educação Nacional
- Michel Rocard – Ministro da Agricultura
- Charles Fiterman – Ministro dos Transportes
- Roger Quilliot – Ministro do Urbanismo e Habitação
- Édith Cresson – Ministra do Turismo e Comércio Externo
- Michel Crépeau – Ministro do Comércio e do Artesanato
- Pierre Bérégovoy – Ministro dos Assuntos Sociais e da Solidariedade Nacional

Alterações
- 4 de outubro de 1983 – Paul Quilès sucede Quiliot como Ministro do Urbanismo e Habitação.
- 18 de dezembro de 1983 – Roland Dumas entra no gabinete como ministro dos Assuntos Europeus.

## Obras de Pierre Mauroy
- Héritier de l'avenir, 1977.
- C'est ici le chemin, 1982.
- Lille l'Européenne, Departamento Municipal de Comunicação e Informação da Cidade de Lille.
- À gauche, Marabout, 1985.
- Lettre à tous les Français, suplemento n.º 28, de 13 de Abril, publicada pelo autor, 1988.
- Paroles de Lillois, 1994.
- Léo Lagrange, Denoël, 1997.
- Refonder l'action publique locale, relatório ao Primeiro-Ministro, 2000. Este relatório, elaborado no âmbito da Comissão para o Futuro da Descentralização, propõe uma reforma da organização das autarquias locais.
- Mémoires - Vous mettrez du bleu au ciel, 2003.
- Ce jour-là, Michel Lafon, 2012